# Margot Pompanon
Margot Pompanon, née le 20 avril 1997 à Givry (Saône-et-Loire), est une coureuse cycliste française.

## Biographie
Elle est née le 20 avril 1997, à Givry (Saône-et-Loire), elle grandit dans une famille de passionnés de vélo, son frère et sa sœur Laura ayant été licenciés du club de VTT de la commune, dont leur mère a été trésorière. Margot Pompanon y est licenciée jusqu'en 2012, avant de lui préférer l'équitation de 2012 à 2015. Elle se concentre alors sur ses études à la Faculté de Médecine de Dijon, puis l'Institut dijonnais de formation en Masso-Kinésithérapie, où elle décroche son diplôme d'état en juin 2021. Dès 2017, elle reprend une licence cycliste au Vélo Club de Morteau, puis pour deux années au club lorrain de l'Union Cycliste du Bassin Houiller, où elle a terminé neuvième du Championnat de France de l'avenir 2019.
En 2020, elle rejoint Saint Michel-Auber 93, aidant le club à remporter en 2021 la Coupe de France de Nationale. En 2022, libérée de ses études, elle fait le choix de consacrer plus de temps à la course en signant son premier contrat de professionnelle, tout en effectuant cependant un service civique au Vélo Club de Tournus, avec pour mission d'y implanter une équipe féminine et d'organiser la Coupe de France en avril 2022.
Elle dispute le Tour de France Femmes 2022. Elle connaît une première étape difficile avec deux ennuis mécaniques, mais parvient néanmoins à terminer dans les délais.
Elle est victime d'une chute au cours de la 2e étape du Tour de l'Ardèche 2023, lui occasionnant une fracture de la clavicule droite et du cinquième métacarpe de la main gauche. De retour en février 2024, elle est contrainte de se faire réopérer de la clavicule en avril et passe à nouveau cinq mois en convalescence. Elle reprend la compétition sur le Grand Prix de Fourmies en septembre, sans le terminer, avant de finalement annoncer sur ses réseaux sociaux la fin de sa carrière.

## Palmarès

### Par années
- 2020
  - 3e de la Classic Féminine de Vienne Nouvelle-Aquitaine
- 2023
  - Prix de la Ville de Morteau

### Résultats sur les grands tours

#### Tour de France
2 participations
- 2022 : 82e
- 2023 : 81e

### Classements mondiaux
| Année                                 | 2022 | 2023  |
| ------------------------------------- | ---- | ----- |
| Classement UCI                        | 747e | 1077e |
|                                       |      |       |
| Légende : nc = non classéSource : UCI |      |       |